# Zeppelin-Pfad
Der zwölf Kilometer lange Zeppelin-Pfad soll an neun Stationen die Geschichte der baden-württembergischen Stadt Friedrichshafen am Bodensee im 20. Jahrhundert, in deren Mittelpunkt die Geschichte der Zeppelin-Stiftung steht, erfahrbar machen und – wie der Maybach-Weg – das Angebot des Friedrichshafener Geschichtspfads ergänzen.
Im Jahre 1908 hat Ferdinand Graf von Zeppelin eine Stiftung ins Leben gerufen, mit deren Mitteln der Zeppelin-Konzern aufgebaut wurde. Aus Anlass des 100-jährigen Jubiläums wurde 2008 der Zeppelin-Pfad eingerichtet, der auf Hinweistafeln an den neun Stationen auf die Stadtgeschichte Friedrichshafens hinweist. Der Pfad beginnt am westlichen Stadtrand bei der Ziegelei, bzw. dem Grenzhof. Weiter führt der Zeppelin-Pfad über das Industriegelände in Manzell und die Innenstadt bis zum Friedrichshafener Flughafen.

## Die Stationen
Auf den Tafeln an den neun Stationen wird mit Texten und Bildern die Geschichte der Zeppelin-Stiftung erläutert, u. a. die Entwicklung von Kurgartenhotel, Kurhaus und Stadtbild, der Beteiligung der Stiftung an den Stiftungsbetrieben sowie die Überlassung der königlichen Domäne Manzell durch König Wilhelm II. von Württemberg an den Grafen von Zeppelin.

### Station 1: Ziegelei / Grenzhof

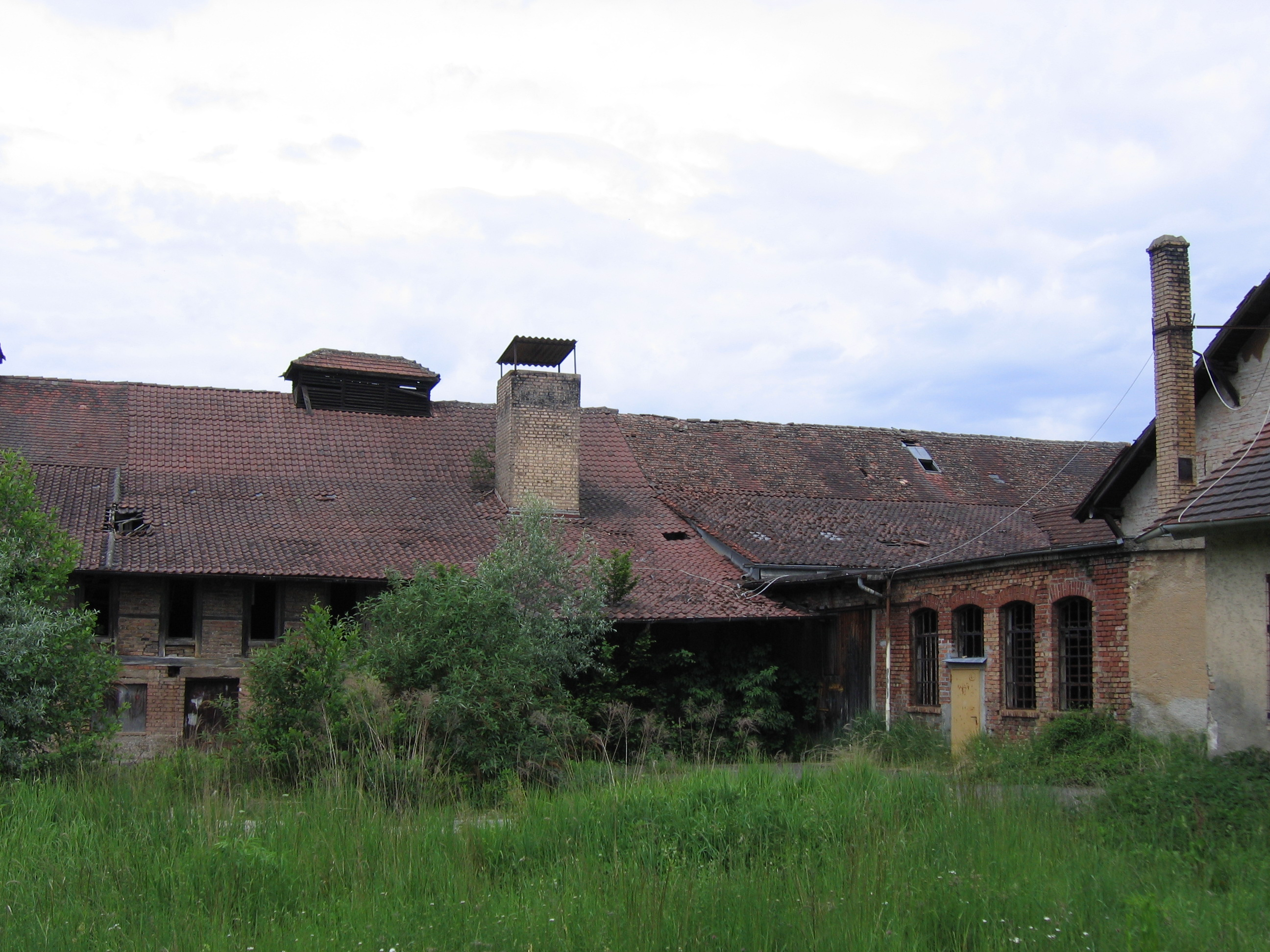
Station 1: Ziegelei

An der ehemaligen Grenze der Länder Baden und Württemberg, am Grenzbach zwischen dem Friedrichshafener Ortsteil Fischbach und der Gemeinde Immenstaad, steht auf dem Gelände des Grenzhofs eine erstmals 1834 erwähnte Ziegelei. Das Rohmaterial, der Lehm, wurde mit einer Schmalspurbahn aus den nördlich der heutigen B 31 gelegenen Lehmgruben angeliefert. Im Jahr 1887 begann man mit dem schrittweisen Ausbau der mechanisierten Anlage, und 1906 wurde ein 300 Meter langer Verladesteg in den Bodensee gebaut. Die Zeppelin-Wohlfahrt GmbH, ein Betrieb der Zeppelin-Stiftung, übernahm 1918 die in der Zwischenzeit um ein Sozialgebäude erweiterte Ziegelei, modernisierte sie und produzierte fortan hauptsächlich Dach- und Wandziegel, Hohlsteine und Kaminformsteine. Nachdem die Ziegelei nach Ende des Zweiten Weltkriegs von der französischen Besatzungsmacht nicht demontiert wurde, lief bereits 1946 die Produktion der für den Wiederaufbau so wichtigen Ziegel an. 1976 erfolgte die Stilllegung des Betriebs. In unmittelbarer Nachbarschaft entstand 1943 auf der Gemarkung Immenstaad die Torpedoversuchsanlage Seewerk der Luftschiffbau Zeppelin GmbH, einem Betrieb der Zeppelin-Stiftung. Das Gelände wurde 1958 von den Dornier-Werken übernommen und ist jetzt ein bedeutender Standort der Airbus Defence and Space.

Koordinaten „Grenzhof“

### Station 2: Industriegelände Manzell
Koordinaten „Industriegelände Manzell“; heute: Domänenstraße

### Station 3: Graf-Zeppelin-Haus (Kurhaus und Kurgartenhotel)
Koordinaten „Graf-Zeppelin-Haus“

### Station 4: Uferpromenade
Die Uferpromenade (franz. promener ~ spazieren) wurde in den Jahren bis 1909 von der Stadt geplant und in den Folgejahren durch Mittel aus der Zeppelin-Stiftung vorfinanziert. Im weiteren Bereich des nun repräsentativ gestalteten Uferbereichs standen das Hotel „Deutsches Haus“, der 1847 eingeweihte Stadtbahnhof, die 1853 eröffnete Posthalterei und der 1908 privat gestiftete Zeppelin-Brunnen. Innerhalb des Stadtgartens kam 1985 das dreizehn Meter hohe Zeppelin-Denkmal hinzu. Es erinnert an den Grafen Zeppelin und seinen berühmten Ausspruch “Man muss nur wollen und daran glauben, dann wird es gelingen.”

Koordinaten „Uferpromenade“

### Station 5: Maybachstraße
Am 23. September 1913 wurde die Zeppelin-Wohlfahrt GmbH gegründet. Noch im selben Jahr erwarb sie hier, nördlich des Riedlewalds an der Siegerstraße ein Grundstück, auf dem man das Zeppelindorf, in dem die ständig ansteigende Zahl der Arbeiter entsprechende Unterbringungen fand, entstand. 1915 wurde das Ledigenheim und 1917 der Saalbau (Speiseanstalt bzw. kulturelles Zentrum) eingerichtet. Die Wohnungsnot nahm nach Ende des Ersten Weltkriegs weiter zu, so dass die Zeppelin-Wohlfahrt Pläne zur Bebauung der Gemarkung Stockwiesen umsetzte. Im September 1947 wurde die Siegerstraße in Maybachstraße umbenannt.

Koordinaten „Maybachstraße“
Station 6: Zeppelin-Werftgelände

### Station 7: Zeppelindorf

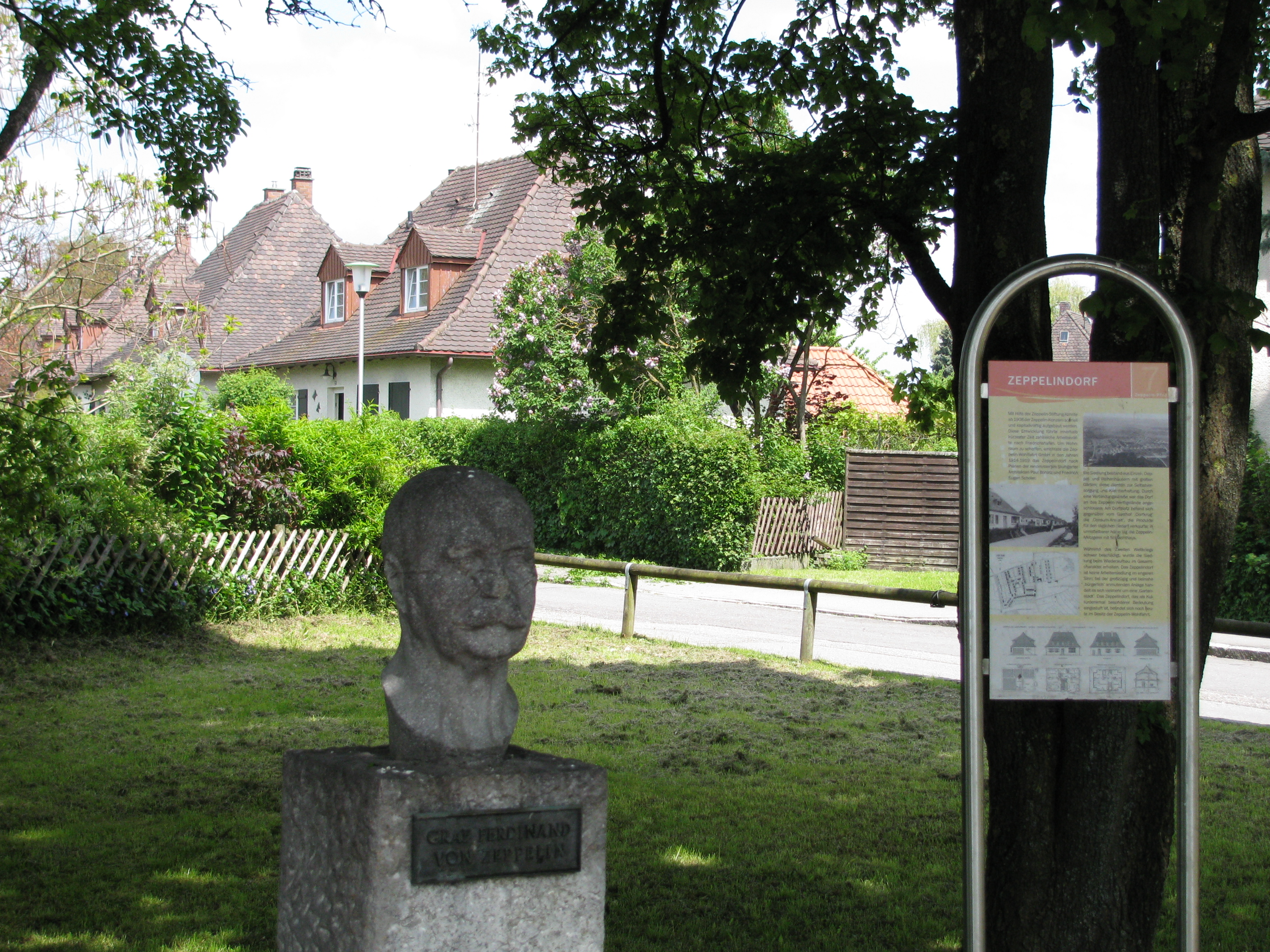
Infotafel und Büste des Grafen von Zeppelin vor dem Zeppelindorf

Mit der Errichtung in den Jahren 1914 bis 1919 wurde von der Zeppelin-Wohlfahrt GmbH mit dem Zeppelindorf der immer stärker nach Friedrichshafen ziehenden Arbeitskräfte entsprechender Wohnraum geboten. Die Siedlung bestand aus Einzel-, Doppel,  Reihenhäusern, einer „Consum-Anstalt“, der Zeppelin-Metzgerei, einen Gasthof und war durch eine Verbindungsstraße direkt mit dem Werksgelände verbunden.
 Das während des Zweiten Weltkriegs stark beschädigte Zeppelindorf, immer noch im Besitz der Zeppelin-Wohlfahrt, gilt als „Gartenstadt“ und ist heute ein Kulturdenkmal besonderer Bedeutung.

Koordinaten „Zeppelindorf“
Station 8: Zahnradfabrik Friedrichshafen (ZF)
Station 9: Flughafen Friedrichshafen